# Phoenicagrion flavescens
Phoenicagrion flavescens là một loài chuồn chuồn kim trong họ Coenagrionidae.
Phoenicagrion flavescens được miêu tả khoa học năm 2010 bởi Machado.